# Квят Вячеслав Петрович
Квят В’ячеслав Петрович — український політик. Народився 7 серпня 1960 року.
З травня 1998 по травень 2002 року — Народний депутат України III скликання, обраний на виборах 30 березня 1998 року.